# Heddy Maalem
Œuvres principales
Black Spring (2000)
Le Sacre du printemps (2004)
Mais le diable marche à nos côtés (2010)
Heddy Maalem, né en 1951 à Batna en Algérie, est un danseur de danse contemporaine. Après s'être initié au mouvement par la boxe et l'aïkido il se consacre à la danse et fonde sa compagnie en 1989.

## Biographie
Heddy Maalem est fils d'une mère française et d'un père algérien. Après avoir longuement pratiqué la boxe puis l'aïkido, il s'oriente vers la danse. Son style se définit comme « un mouvement qui part du ventre ou du sol, pour percuter l'espace ou le partenaire, sans lyrisme mais non sans esthétisme, un style épuré mais physique[réf. nécessaire] ». Son mouvement lui est propre « Pour avoir vécu le déchirement entre les deux pays dont je suis né, j'ai le sentiment d'être un étranger. En danse, je ne peux emprunter à aucune école existante. Il me faut inventer mon langage, une langue non marquée ».
En 1989, Heddy Maalem fonde la compagnie Ivoire et écrit son premier spectacle Transport phenomena en 1991. Il compose en 1997 un solo Un petit moment de faiblesse, qui deviendra Le Beau Milieucréé la même année au Festival d'Avignon dans le cadre du Vif du sujet.
En 2000, pour Black Spring le chorégraphe réunit des danseurs d’origine africaine dans un projet sur le questionnement de l’identité. La pièce séduit Benoît Dervaux, réalisateur de documentaires et cadreur des frères Dardenne, qui s’engage dans une collaboration artistique aboutissant à la réalisation d’un film homonyme diffusé sur Arte. L'année suivante, dans Petite Logique des forces, trois solos sont créés au Festival Danse à Aix sur des images du cinéaste Nicolas Klotz.
Dans L’Ordre de la bataille en 2002, Heddy Maalem utilise et représente les mystères du meurtre, du sexe et du désir avec sept interprètes venus des pays du Sud et des images issues de sa nouvelle collaboration avec Benoît Dervaux. En 2004, il crée sa version du Sacre du printemps pour quatorze interprètes africains. La pièce entame alors une tournée internationale.
Son travail alterne alors entre l'écriture de pièces importantes et de petites pièces. Heddy Maalem écrit en 2006 une série de solos et de pièces courtes qui forment Le Principe de solitude et crée Un champ de forces une pièce pour douze interprètes. En 2009, il adapte sur commande son Sacre du printemps pour vingt danseurs de la Sichuan Modern Dance Company  en Chine et crée la même année From the New World commandité par la ville de Burlington dans le Vermont, à l’occasion du quadricentenaire de Samuel de Champlain.
En mars 2010, il crée Mais le diable marche à nos côtés à La Filature, scène nationale de Mulhouse pour huit interprètes venus d’Afrique, d’Asie et d’Europe pour lequel il a reçu la bourse Beaumarchais décernée par la SACD[réf. nécessaire]. Fritz Hauser élabore la création musicale de la pièce. Le Ministère de la culture et de la communication lui confie une mission en Martinique dans le cadre de « 2011 année de l’Outre-Mer », à la suite de laquelle il réalise Je suis les rivières, pièce pour 25 jeunes danseurs, créée lors de la Biennale Fort de danse Caraïbes 2012.
En octobre 2012, à l’invitation du Ministère de la Culture colombien et de l’Ambassade de France en Colombie , il crée en concertation avec le chorégraphe colombien Rafael Palacios Danzas de amor y de guerra. 2012 est également l'année de sa rencontre avec des Krumpers originaires d'Île-de-France. Séduit par la puissance de leur danse, il crée pour eux Éloge du puissant royaume qui sera donné en 2013 dans le cadre de la Biennale du Val-de-Marne.
Ayant mis un terme aux activités de sa compagnie, il travaille désormais dans l'intimité de son atelier et au cours de nombreux voyages au cours desquels il renouvelle ses relations avec les interprètes en menant des recherches vidéographiques. Il a ainsi réalisé entre autres, le film « A l’étranger, portraits de danseurs » et la collection « Beautés collatérales » publiés sur les sites Numeridanse.tv et heddymaalemartwork.com

## Chorégraphies
- 1990 : Oum / Arakhné
- 1991 : Transport Phénoména
- 1992 : Corridors
- 1993 : Dommage pour Hank
- 1994 : Production du court métrage Dommage pour Hank / Un œuf it’s enough / Trois vues sur la douce paresse
- 1995 : Bal perdu
- 1996 : Trois vues sur la douce paresse
- 1996 : On n’est pas couché
- 1997 : Un petit moment de faiblesse
- 1997 : Le Beau Milieu
- 1998 : Ce fruit étrange / K.O debout / Étude nue/ Les Petites Formes
- 2000 : Black Spring
- 2001 : Petite Logique des forces (trois solos)
- 2001 : Epidemic
- 2002 : Black spring, film de 26 minutes de Benoît Dervaux
- 2002 : L’Ordre de la bataille
- 2003 : Un petit moment de faiblesse
- 2004 : Le Sacre du printemps[16]
- 2006 : Le Principe de solitude / Un champ de forces
- 2007 : Le Vrai Classique du chat parfait (solo)
- 2009 : Adaptation du Sacre du printemps en Chine pour la Sichuan Modern Dance Company
- 2009 : From the New World
- 2010 : Mais le diable marche à nos côtés
- 2011 : Je suis les rivières
- 2012 : Danzas de amor y guerra en collaboration avec Rafaël Pallacios
- 2013 : Éloge du puissant royaume avec des Krumpers d'Île-de-France

## Prix et distinctions
- 2003 : Best Dance for the Camera New York Dance on Camera Festival pour Black Spring
- 2010 : Bourse Beaumarchais de la SACD